# Bronchales
Bronchales is een gemeente in de Spaanse provincie Teruel in de regio Aragón met een oppervlakte van 59,60 km². Bronchales telt 417 inwoners (1 januari 2016).